# 秋月さやか
秋月さやか（あきづき さやか ）は、日本の占星術師。
西洋占星術関係の執筆などで活動中。夢占いもする。

## 作品リスト
- おまじないの本（リム出版、1990年06月）ISBN 978-4-87120-091-2
- 前世を知るリリト占星術（学習研究社、1991年9月）ISBN 978-4-05-105673-5 ※改訂版は同社より2003年12月発行。ISBN 978-4-05-402349-9
- 細密夢占い事典（学習研究社、1992年3月）ISBN 978-4-05-106232-3 ※新装版は青春出版社より1999年7月発行。ISBN 978-4-413-09112-1
- 正統占星術入門（学習研究社、1995年11月）ISBN 978-4-05-400136-7 ※改訂版は同社より2003年12月発行。ISBN 978-4-05-402347-5
- Nature Mind Bookシリーズ（青菁社）※写真集。文章を担当。
  - 星（1997年11月）写真：星河光佑 ISBN 978-4-88350-104-5
  - 月（1997年11月）写真：星河光佑 ISBN 978-4-88350-105-2
  - 光（1998年2月）写真：高橋真澄 ISBN 978-4-88350-106-9
  - 虹（1998年2月）写真：高橋真澄 ISBN 978-4-88350-107-6
  - 花（1998年5月）写真：河原地佳子 ISBN 978-4-88350-108-3
  - 実（1998年5月）写真：野呂希一 ISBN 978-4-88350-109-0
  - 風（1998年8月）写真：岡本洋典 ISBN 978-4-88350-110-6
  - 雨（1998年8月）写真：高橋真澄 ISBN 978-4-88350-111-3
  - 森（1998年12月）写真：野呂希一 ISBN 978-4-88350-112-0
  - 雲（1998年12月）写真：高橋真澄 ISBN 978-4-88350-113-7
  - 香（1999年4月）写真：高橋真澄 ISBN 978-4-88350-114-4
  - 音（1999年4月）写真：高橋真澄 ISBN 978-4-88350-115-1
  - 色（2000年2月）写真：高橋真澄 ISBN 978-4-88350-116-8
  - 海（2000年8月）写真：越智隆治 ISBN 978-4-88350-117-5
  - 道（2001年2月）写真：高橋真澄 ISBN 978-4-88350-118-2
  - 時（2001年10月）写真：星河光佑 ISBN 978-4-88350-119-9
  - 暦（2002年1月）写真：岡本洋典 ISBN 978-4-88350-120-5
- あなたを読み解く夢事典（日本文芸社、2005年10月）ISBN 978-4-537-20406-3
- 詳細夢占い事典（学研パブリッシング、2010年3月）ISBN 978-4-05-404530-9